# Terence Films
La Terence Films è una società di produzione cinematografica fondata nel dicembre 2004, specializzata in film TV e Serie.
È stata nominata nel 2010 dal "Prix du producteur français de télévision" nella categoria Fiction.

## Storia
La società è nata ed è attualmente gestita dal produttore Bertrand Cohen e dal regista Stephane Meunier.

## Prodotti
Film
- 2005: 2013 la fin du pétrole, FilmTV con Hippolyte Girardot e Gwendoline Hamon.
- 2008: Fortunes, film commedia.

Serie
- 2007-2011: Summer Crush, serie tv co-prodotta con Adventure Line Productions in Francia e girata in Nuova Caledonia e Australia, nominata nel 2009 come la serie di migliore esportazione.
- 2008: Fortunes, basata sull'omonimo film tv.
- Brother & Brother